# Железник (Стара Загора)
 Тази статия е за квартала на Стара Загора.  За други значения вижте Железник.  
Железник е квартал в град Стара Загора, разположен в район Запад. Надморската му височина варира от 220 м до 280 м. Кварталът се дели на две части: ж.к. Железник-запад („Големият Железник“) и ж.к. Железник-изток („Малкият Железник“). Комплексът е строен между 1985 и 1992 година. Голяма част от сградите са панелни блокове. През 2010 – 2012 г. е извършено обновяване на инфраструктурата.
В квартала има детска градина и училище. В най-крайните западни части на квартала и в Железник-изток се строят къщи и кооперации. Кварталът е най-голям по площ и по жители в Стара Загора. До магазин „Европа“ се намира и обръщалото на тролейбусите и автобусите дотук. По бул. „Цар Симеон Велики“ има много автокъщи и сервизи. В „Железник-изток“ се намира и търговска верига „Зора“. В квартала има четири бензиностанции.

## Галерия
- Панелен блок
- Блок №27
- Панорама към малкия „Железник“
- Училище и детска градина